# Wilki z Wall Street
Wilki z Wall Street (ang. Wolves of Wall Street) – amerykański horror z 2002 roku w reżyserii Davida DeCoteau. Podobnie jak wiele innych projektów tego reżysera, film zawiera silne wątki homoerotyczne.

## Obsada
- Jeff Branson − Tyler
- Eric Roberts − Dyson Keller
- Louise Lasser − Landlady
- William Gregory Lee − Jeff Allen
- Michael Bergin − Vince
- Jason-Shane Scott − Meeks
- John-Paul Lavoisier (w czołówce jako John Paul LaVoisier) − Barnes
- Bradley Stryker − Kennison
- Elisa Donovan − Annabella Morris
- Will Keenan − Davis